# Tambomachaya
Tambomachaya là một chi bướm đêm thuộc phân họ Tortricinae của họ Tortricidae.

## Các loài
- Tambomachaya pollexifera Razowski, 1989